# Editorial Universitaria
Editorial Universitaria es una editorial universitaria chilena. 
Comenzando como una central de apuntes por iniciativa de un grupo de estudiantes de ingeniería, fue posteriormente conformada como editorial con aportes de la Universidad de Chile y de accionistas particulares en 1947, durante el rectorado de Juvenal Hernández Jaque, con el objeto de «editar y difundir el pensamiento cultural, académico y educacional a través del libro, al servicio de las universidades y la sociedad chilena».
En su larga existencia la Editorial se ha encargado de publicar y difundir obras de destacados artistas, de varios Premios Nobel, Premios Nacionales e importantes personalidades del quehacer chileno y mundial.